# Wilmo Francioni
Wilmo Francioni (Empoli, Toscana, 8 de noviembre de 1948) es un ciclista italiano, profesional entre 1969 y 1979. En su palmarés destacan cuatro victorias de etapa en el Giro de Italia.

## Palmarés
- 1969 
  - 1º en el Giro delle Valli Aretine
- 1971 
  - 1º en el Trofeo Matteotti
- 1972 
  - 1º en el Trofeo Laigueglia
  - 1º en el Gran Premio Cecina
  - Vencedor de 2 etapas del Giro de Italia
- 1974 
  - 1º en la Coppa Sabatini
- 1977 
  - 1º en el Trofeo Matteotti
  - Vencedor de 2 etapas del Giro de Italia

### Resultados al Tour de Francia
- 1971. 64.º de la clasificación general

### Resultados al Giro de Italia
- 1970. 74.º de la clasificación general
- 1971. 64.º de la clasificación general
- 1972. 66.º de la clasificación general. Vencedor de 2 etapas
- 1974. 66.º de la clasificación general
- 1975. 63.º de la clasificación general
- 1976. 43.º de la clasificación general
- 1977. 10º de la clasificación general. Vencedor de 2 etapas

### Resultados a la Vuelta en España
- 1975. 47.º de la clasificación general
- 1977. 36º de la clasificación general